# Derrycunihy
Derrycunihy (irisch Doire Coinche) ist eine Gemarkung (Townland) im Süden des irischen County Kerry.
Das Townland Derrycunihy gehört zur Baronie Magunihy und zur Civil Parish Killarney innerhalb des Killarney Municipal Districts.

## Lage
Derrycunihy liegt in den Macgillycuddy’s Reeks, 16 Kilometer südwestlich der Innenstadt von Killarney und bildet mit den letzten größeren Eichenwäldern Irlands ein Naturschutzgebiet (Derrycunihy Nature Reserve) innerhalb des Killarney-Nationalparks.
Benachbarte Townlands sind (im Uhrzeigersinn, von Osten beginnend) Gortroe, Ullauns, Incheens, Derrynablunnaga, Cahernaduv und Gallavally.
Im Norden grenzt Derrycunihy an das Südufer des Upper Lakes als Teil einer Seenkette, die ihre Fortsetzung über den Muckross Lake zum Lough Leane nach Nordosten nimmt.
Derrycunihy hat keine festen Siedlungsstrukturen und allenfalls saisonal Einwohner.
Die Nationalstraße N 71 von Killarney nach Kenmare durchquert Derrycunihy in Ost-West-Richtung auf einer Länge von ca. 1,5 Kilometern. Der Abschnitt ist Teil der Panoramastraße Ring of Kerry, auf der Busse und Lastwagen wegen der engen Kurven und Steigungen nur in West-Ost-Richtung fahren dürfen. Landschaftlich gehört der Abschnitt zu den spektakulärsten küstenfernen Teilen des Ring of Kerry. Die N 71 verbindet alle Sehenswürdigkeiten in Derrycunihy.

## Sehenswürdigkeiten

### Ladies View
Es handelt sich um einen Aussichtspunkt, den die Irish Times als einen der am meisten fotografierten Orte in Irland bezeichnete. Der Name Ladies View (manchmal auch Ladies' View geschrieben) geht auf die Bewunderung der Aussicht zurück, die die Hofdamen von Königin Victoria im Jahr 1861 während eines Besuches in Irland zum Ausdruck brachten. Die Aussicht beinhaltet den Blick von Südwesten auf alle drei großen Seen des Killaeney-Nationalparks (Upper Lakr, Muckross Lake und Lough Leane). Am Hauptaussichtspunkt gibt es einen großen Parkplatz an der Bushaltestelle mit Café, Bar und Souvenirshop.

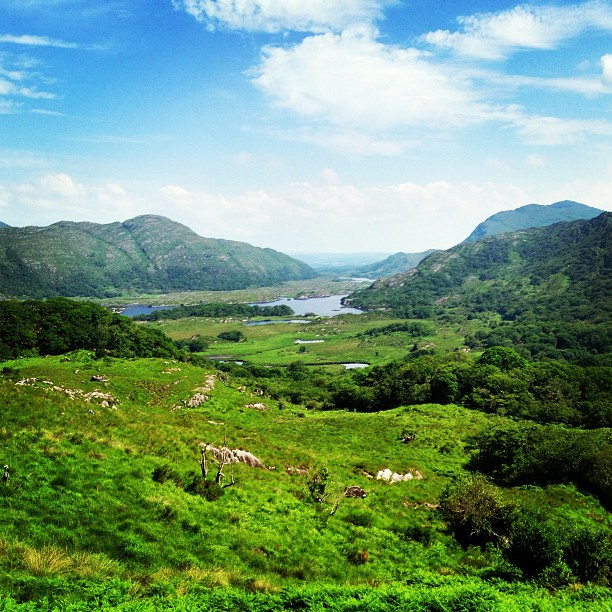
Im Juli 2013
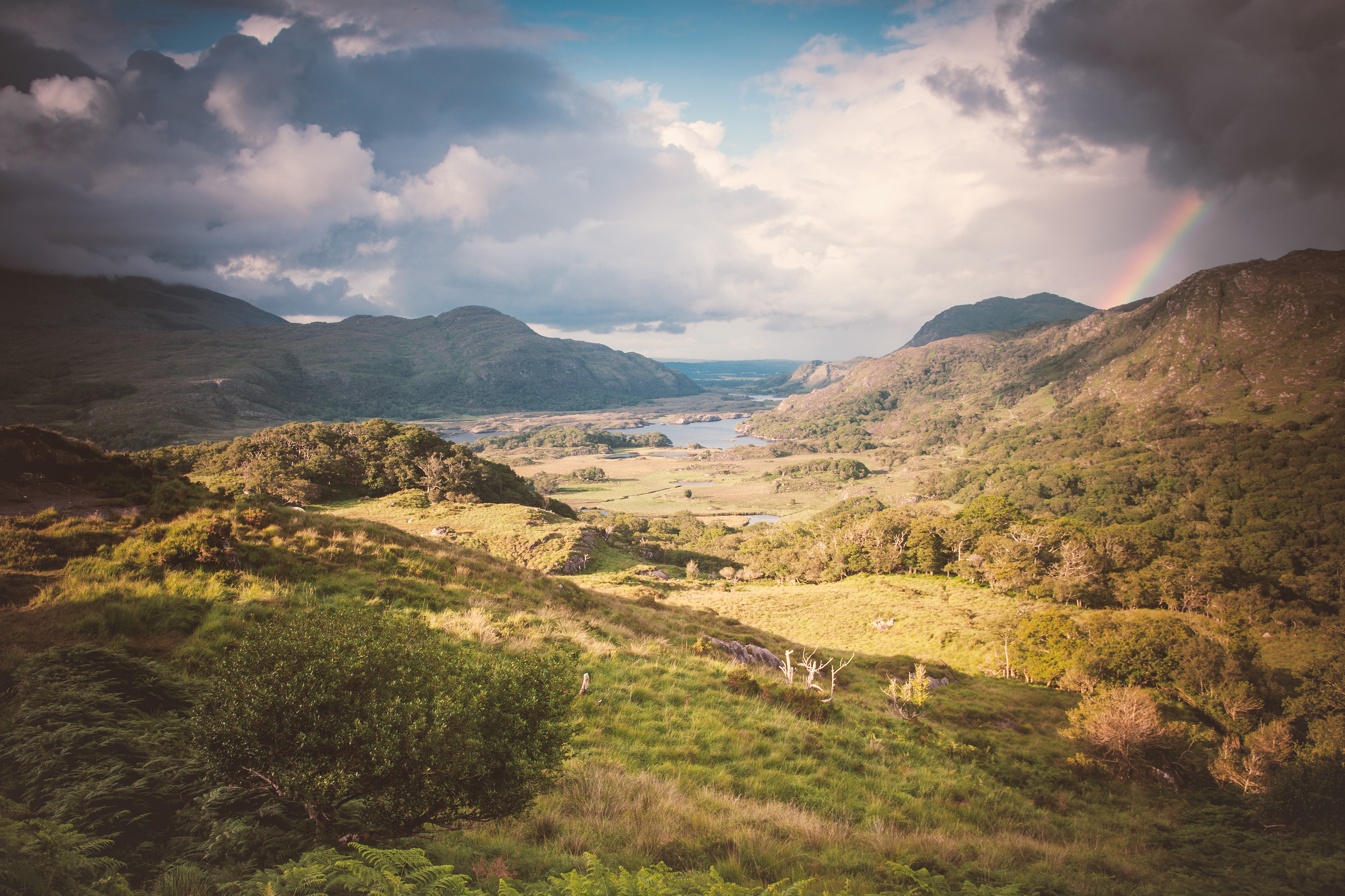
Im August 2014
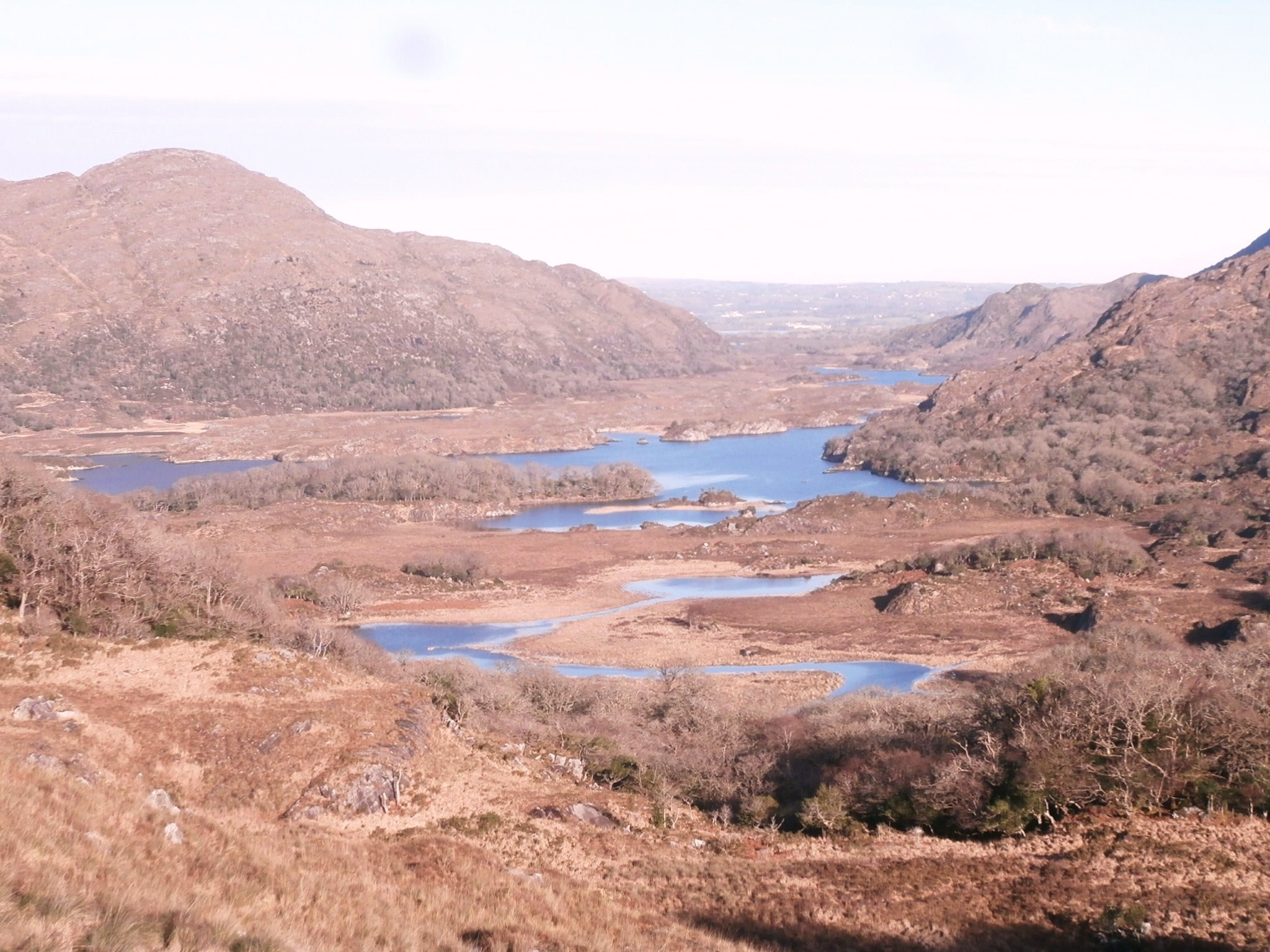
Im Januar 2014

### Kasernenruine

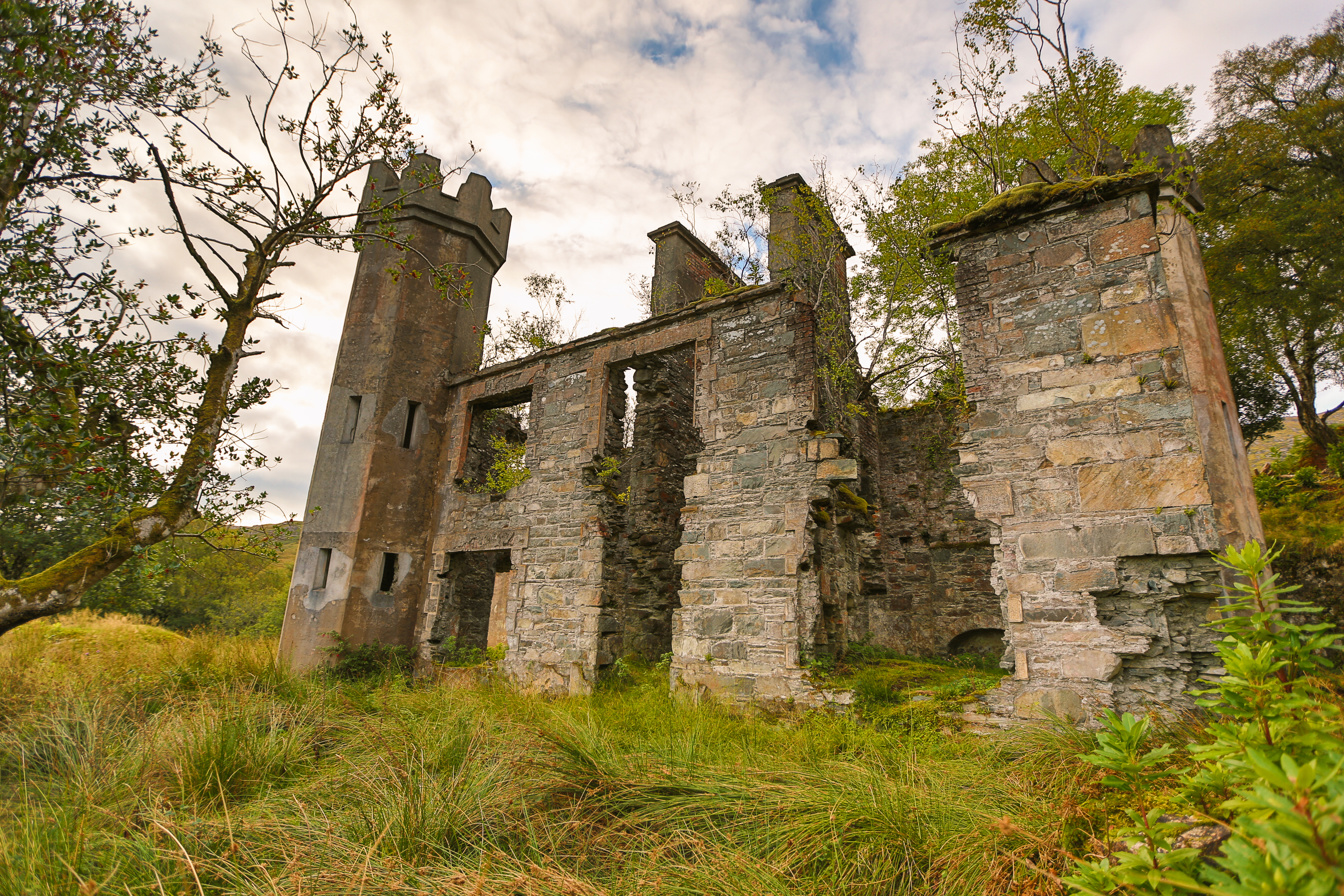
Ruinen der ehemaligen Kaserne

Östlich von Ladies View befinden sich die Ruinen einer freistehenden dreigeschossigen burgartigen ehemaligen Kaserne der Royal Irish Constabulary, erbaut um 1850. Bemerkenswert sind die eingeschossigen dreistöckigen polygonalen Ecktürme im Nordosten und Südwesten mit Zinnenbrüstungen. Auch eine Handvoll Anbauäuser um die Kaserne stehen noch als verfallene Ruinen.

### Kirche

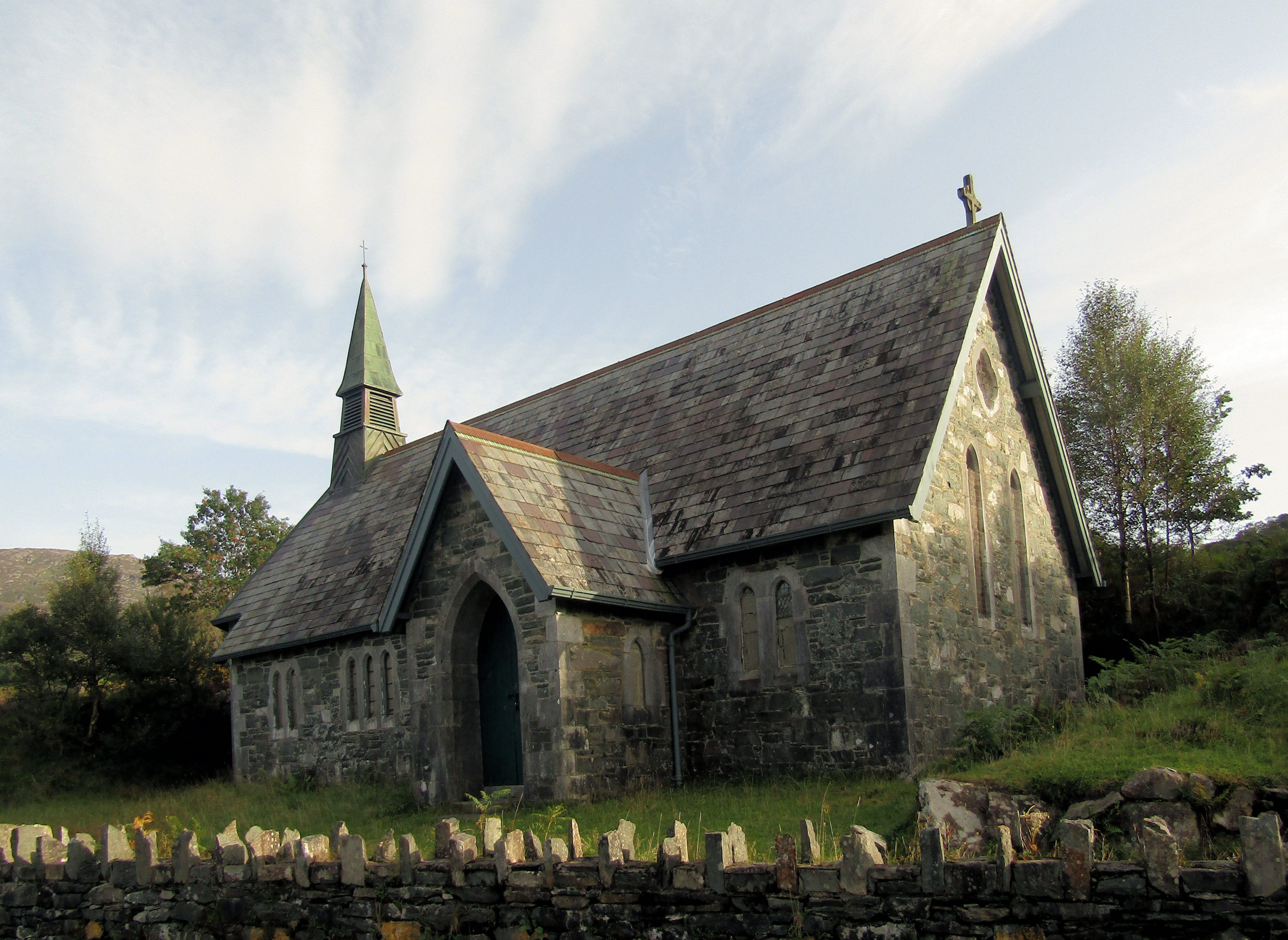
Ehemalige römisch-katholische Kirche

In der südöstlichen Ecke von Derrycunihy steht an einer Kurve der N 71 die ehemalige römisch-katholische Kirche (Derrycunihy Roman Catholic Church) im neugotischen Stil, erbaut um 1890. Es handelt sich um einen fünfschiffigen Kirchenbau, eingeschossiger, mit Giebeln vorspringender Veranda auf der Nordseite, zweigeschossiger Sakristeiprojektion auf der Südseite und eingeschossiger, polygonaler Apsis in voller Höhe am östlichen Giebelende mit Kupferverkleidung. Die Kirche ist stillgelegt, macht von außen noch einen passablen Eindruck, ist aber innen teilweise verfallen. Die Fenster und Türen wurden inzwischen mit Sperrholz vernagelt.

## Belege
1. ↑  townlands auf thecore.com (englisch)
2. ↑  Beitrag in der Irish Times (englisch)
3. ↑  Kaserne auf buildingsofireland.ie (englisch)
4. ↑  Kirche auf buildingsofireland.ie (englisch)